# 千栄寺
千栄寺（せんえいじ）は福岡県久留米市にある曹洞宗の寺院。

## 概要
1610年（慶長15年）創建。
ブリヂストンタイヤ（現・ブリヂストン）の創業者石橋正二郎の墓がある。石橋家の菩提寺。1959年、石橋により本堂改築。

## 所在地
〒830-0014 福岡県久留米市寺町21番地